# Ataenius aequalis
Ataenius aequalis är en skalbaggsart som beskrevs av Edgar von Harold 1880. Ataenius aequalis ingår i släktet Ataenius och familjen Aphodiidae. Inga underarter finns listade.